# Горбовастица
Горбова́стица — деревня в Старорусском районе Новгородской области, входит в состав Новосельского сельского поселения.
Расположена на 32 км автодороги Старая Русса — Холм. Ближайшие населённые пункты — деревни Пробуждение (5 км), Санаковщина (500 м севернее) и примыкающее вплотную с юга — Теремово. Площадь территории деревни 28,8 га.

## Население
| 2010 | 2011 |
| ---- | ---- |
| 32   | ↘26  |

## История
На карте 1915 года деревня указана как Горбовастицы.
В Новгородской земле эта местность относилась к Шелонской пятине. Деревня была впервые упомянута в писцовых книгах пятины 1548 года.
До апреля 2010 года деревня входила в состав ныне упразднённого Пробужденского сельского поселения.